# María José Gómez
María José Gómez García (Santiago, 29 de marzo de 1968) es una periodista y política chilena, que entre el 18 de agosto de 2021 y el 11 de marzo de 2022, se desempeñó como subsecretaria de Prevención del Delito de su país bajo el segundo gobierno del presidente Sebastián Piñera.

## Familia y estudios
Nació en Santiago de Chile pero se crio y realizó sus estudios primarios en Curicó. Su madre, hija de chilenos, nació en Valencia, España y cuando ocurrió la guerra civil se mudó a Chile, donde conoció a su padre y se casó. Sin embargo, ambos se divorciaron antes que María naciera.
Estudió periodismo en la Pontificia Universidad Católica (PUC) y luego cursó un magíster en políticas públicas de la Universidad del Desarrollo (UDD). Está casada y es madre de cuatro hijos.

## Trayectoria profesional
Trabajó durante veintiún años en el diario La Segunda, así mismo, hace mentorías en Reinserción Laboral y en Desarrollo de Carrera nivel Gerencia y Directorio. Además, ha ejercido la docencia en las universidades del Pacífico y de Los Andes.
Durante el primer gobierno de Sebastián Piñera funcionó como jefa de gabinete del exministro Andrés Chadwick, primero en la Secretaría General de Gobierno y luego en el Ministerio del Interior en 2012, tras la salida de Rodrigo Hinzpeter.
Desde 2016 fue integrante del directorio de Televisión Nacional de Chile (TVN), al cual llegó reemplazando a Pilar Molina hasta 2020. Sin embargo, dejó el cargo en 2018, junto con Jorge Atton y Lucas Palacios, en medio de cuestionamientos al manejo de la entidad por Ricardo Solari.
En marzo de 2018, bajo el segundo mandato de Piñera, asumió nuevamente como jefa de gabinete del ministro del Interior y Seguridad Pública, Andrés Chadwick, renunciando en enero de 2020, para formar parte del comando de Chile Vamos por la opción Rechazo para el plebiscito de octubre de ese año, allí lideró la instancia como coordinadora y vocera del equipo. El 18 de agosto de 2021 fue designada por Sebastián Piñera como subsecretaria de Prevención del Delito, luego de la renuncia de Katherine Martorell, siendo así la segunda titular mujer en esa subsecretaría de Estado.